# Federatie Medisch Specialisten
De Federatie Medisch Specialisten (FMS) is een beroepsvereniging voor en door medisch specialisten. Via de 32 Nederlandse wetenschappelijke verenigingen vertegenwoordigt de Federatie 23.000 medisch specialisten. De Federatie Medisch Specialisten verenigt alle 32 specialismen, ondersteunt bij de uitoefening en ontwikkeling van het vak en spreekt met één stem in politiek en samenleving. Alle wetenschappelijke verenigingen werken samen op het gebied van beroepsbelangen, kwaliteit, opleiding en wetenschap & innovatie. 

## Bestuur en organisatie
In vier Raden maken de wetenschappelijke verenigingen gezamenlijk beleid over de medisch-specialistische zorg. 
- In de Raad Kwaliteit gaat het om het verbeteren van de kwaliteit van zorg, zoals patiëntveiligheid, samen beslissen en doelmatigheid.
- In de Raad Beroepsbelangen staat het goed organiseren van medisch-specialistische zorg centraal.
- De Raad Opleiding stelt beleid op rondom de opleiding tot medisch specialist.
- De Raad Wetenschap & Innovatie zet zich in om de rol en positie van de medisch specialist in het wetenschapsveld te versterken en de samenwerking te bevorderen.

De voorzitters van de wetenschappelijke verenigingen vormen de Algemene Vergadering. Zij controleren het bestuur van de Federatie. Het bestuur van de Federatie Medisch Specialisten bestaat per 1 juli 2025 uit een voorzitter en vier bestuursleden (medisch specialisten). 
Voorzitter en bestuursleden: 
- Dr. Karel Hulsewé, voorzitter, chirurg Zuyderland ziekenhuis in Heerlen en Sittard-Geleen
- Dr. Selma Tromp, vicevoorzitter en portefeuille kwaliteit, neuroloog in het St Antonius ziekenhuis in Nieuwegein
- Dr. Winnifred van Lankeren, portefeuille opleidingen, radioloog in het Erasmus MC in Rotterdam
- Dr. Jelle Ruurda, portefeuille innovatie, wetenschap en zorgevaluatie, chirurg in het UMC Utrecht
- Dr. Iris Verberk-Jonkers, portefeuille informatiebeleid, internist-nefroloog in het Maasstad Ziekenhuis in Rotterdam

De Federatie Medisch Specialisten is een van de partners van de Koninklijke Nederlandsche Maatschappij tot bevordering der Geneeskunst (KNMG). Het bureau van de Federatie Medisch Specialisten is gevestigd in de Domus Medica in Utrecht.

## Geschiedenis
De Federatie Medisch Specialisten komt voort uit de Orde van Medisch Specialisten (OMS). De OMS is in 1997 ontstaan uit een fusie tussen de voormalige Landelijke Specialisten Vereniging (LSV), de Nederlandse Specialisten Federatie (NSF), de Academische Specialisten Vereniging (ASV) en het Convent van Wetenschappelijke Verenigingen (CWV). Zij namen in 1996 het initiatief voor de oprichting van een nieuwe vereniging voor alle medisch specialisten in Nederland.
Per 1 januari 2015 heeft de OMS zich opgeheven als individuele ledenvereniging. Sinds die datum werken alle wetenschappelijke verenigingen van medisch specialisten samen in de Federatie Medisch Specialisten.

## Activiteiten
- De Federatie Medisch Specialisten initieert, coördineert en stimuleert verbetering van de kwaliteit van medisch-specialistische zorg.
- De Federatie is de belangenbehartiger van alle medisch specialisten, zowel in het vrij beroep als met een dienstverband, in universitaire en algemene ziekenhuizen en overige zorginstellingen.
- De Federatie biedt medisch specialisten juridische en financiële adviezen in het kader van de individuele dienstverlening.